# Greg Biffle
Pour les articles homonymes, voir Biffle.
Statistiques en NASCAR Cup Series
Dernière mise à jour : 25 avril 2022 
Greg Biffle est un pilote américain de NASCAR né le 23 décembre 1969 à Vancouver, Washington.

## Carrière
Il remporte avec l'écurie Roush Racing le championnat de NASCAR Truck Series en 2000 (3e division) puis celui de Nationwide Series en 2002 (2e division).  
Biffle commence sa carrière en NASCAR Cup Series (1re division) la même année. Il remporte 19 victoires entre 2003 et 2013 sans toutefois décrocher de titre en fin de saison, son meilleur classement ayant été second en 2005. 

## Lien externe

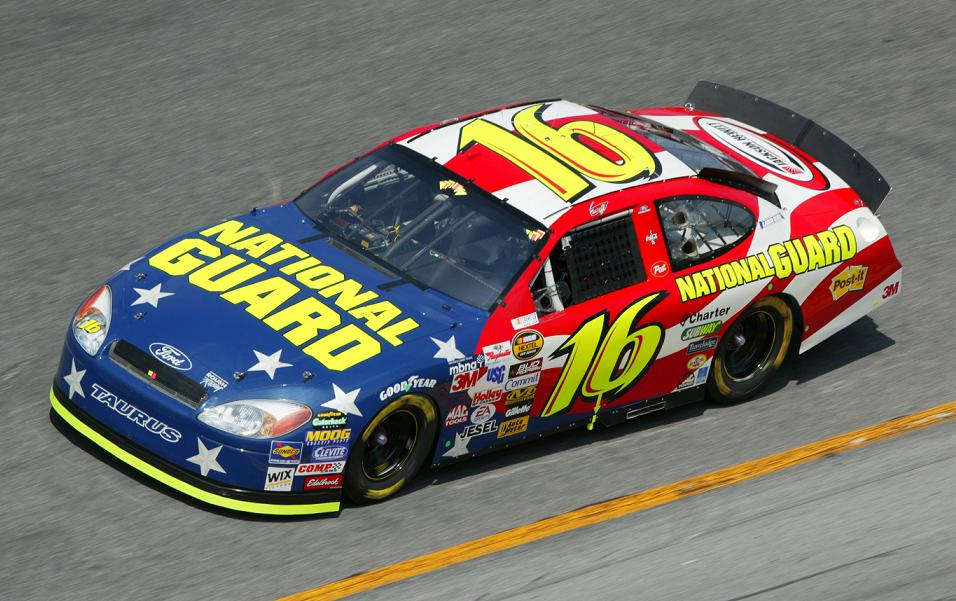
La Ford Taurus no 16 de Greg Biffle

## Référence
1. ↑  (en) NASCAR Nextel Cup standings for 2005 (racing-reference.info)